# Седлиська (Олеський повіт)
Седлиська (пол. Siedliska, нім. before 1945: Frei-Pipa, since 2008: Schiedlisk) — село в Польщі, у гміні Зембовиці Олеського повіту Опольського воєводства.
Населення — 120 осіб (2011).
У 1975—1998 роках село належало до Опольського воєводства.

## Демографія
Демографічна структура станом на 31 березня 2011 року:
|          | Загалом | Допрацездатний вік | Працездатний вік | Постпрацездатний вік |
| -------- | ------- | ------------------ | ---------------- | -------------------- |
| Чоловіки | 59      | 9                  | 43               | 7                    |
| Жінки    | 61      | 7                  | 40               | 14                   |
| Разом    | 120     | 16                 | 83               | 21                   |